# Sant Jaume d'Entença
L'església de Sant Jaume d'Entença està situada al centre de l'entitat de població d'Entença, que pertany al municipi de Benavarri. Té un campanar de cadireta de dos ulls.

## Festes
Cada any, el 25 de Juliol se celebren les festes en honor de Sant Jaume Apòstol.